# 陳萬能
陳萬能（1942年—），台灣彰化縣鹿港鎮人，台灣工藝家，家傳錫工藝製作聞名。2011年成為文建會指定的「重要傳統藝術保存者」，2012年國家工藝成就獎得主。

## 生平
陳萬能祖父陳賜於清朝末年來台定居鹿港，靠打錫維生，家族世代從事錫工。陳萬能十四歲就隨父親陳滔學習錫藝，是台灣少數碩果僅存的錫器老師傅，在1979年於鹿港開設萬能錫舖。
1966年陳萬能嘗試錫器創新，改造平面龍燭為立體龍燭，又將拜拜用的燈柑和龍燭合為一體，打造出創新的龍燭柑燈，幸運在台北龍山寺附近的佛具店高價賣出。致力改進錫器質軟、易熔、泛黑等缺點，以寫實模擬的技法不斷作實驗與改良，並結合鉛錫合金、紅銅、青銅、黃金等不同金屬複合材質，設計開發出茶葉錫罐、茶杯、花瓶及各種動物、靈獸等作品，廣獲各界看重，曾為日本孔子廟、高雄保安宮、省立博物館、宜蘭傳藝中心、法國巴黎文化中心典藏。
2005年國民黨前任主席連戰，首次至大陸的世紀破冰之旅，就帶了陳萬能作品牡丹鳳凰、雙龍對瓶、九龍方瓶等作品，贈送北京大學與中國大陸中央高層政要。在2007年中國泉州閩台緣博物館收藏其作品「居家安樂」為永久陳列品，是目前為館內台灣唯一現代工藝家作品。
陳萬能的四個兒子，目前其次子陳炯裕、三子陳志揚、四子陳志昇，都繼承他的衣缽投入錫藝製作與研發。2011年文化部正式登錄「錫工藝」為國家重要傳統工藝，同時認定陳萬能藝師為保存者。2020年5月三子陳志揚及四子陳志昇並共同獲彰化縣政府新增認定為該縣傳統工藝「錫工藝」保存者。

## 榮譽與作品
- 1984年 獲文建會優良工藝品紀念狀
- 1988年 教育部第四屆民族藝術薪傳獎
- 1993年 獲文建會第三屆民族工藝獎。
- 1993年 獲文建會第二屆民族工藝獎。
- 2004年 萬能錫舖評選國立台灣工藝研究所台灣工藝之家、鹿港鎮模範父親楷模
- 2009年 彰化縣政府登錄為無形文化資產/傳統藝術/美術工藝/錫藝/保存者
- 2011年 彰化縣政府評選為「建國百年，彰化百傑」[3]
- 2011年 文建會公告指定傳統工藝美術-錫工藝類「重要傳統藝術保存者」（2018變更為重要傳統工藝類-金工類）[6]
- 2012年 獲文化部國家工藝成就獎[3]

## 風格與作品
陳萬能從過去舊式傳統造形，遵循古法製作傳統錫器，同時改變以往錫材應用方式，捨棄以往使用鉛合金為材料習慣，以純錫來製作錫器，為錫藝新面貌。以錫材作為純觀賞性的藝術創作，寫實的雕塑技法與仿真的形式，表現中國傳統寓意典故、象徵吉祥的靈獸造形等。

### 作品
龍鳳對燭（柑仔燈） 國立臺灣博物館藏
漢台﹝壽字﹞國立臺灣博物館藏
門神-神荼鬱壘 2008 國立臺灣工藝研究發展中心藏
官將首 2008-2010 國立臺灣工藝研究發展中心藏
太平有象 1995-2000 國立臺灣工藝研究發展中心藏
龍柱燈 2012 國立臺灣工藝研究發展中心藏

## 展演紀錄
- 1978年　第一屆全國民俗才藝活動
- 1984年　彰化及南投縣立文化中心個展
- 1988年　全省各文化中心巡迴個展
- 1989年　全國薪傳獎工藝類獲獎人聯展
- 1990年　應文建會之邀於文建藝廊個展、文建會台北車站文化藝廊開幕首展(個展)
- 1991年　應鹿港媽祖文物館12生肖系列個展、應邀台灣省手工業研究所陳列館專題展、應文建會之邀於美國紐約中華新聞文化中心錫藝個展。
- 1994年　應文建會之邀於全省田園藝廊第一檔巡迴個展、薪傳獎十年回顧展暨中正藝廊現場示範製作。
- 1995年　應美國紐約、法國巴黎，中華新聞文化中心豬年特展參展
- 1996-1998年　應美國紐約、法國巴黎，中華新聞文化中心鼠、 牛、虎年特展參展
- 1997年　民族工藝大展參展
- 1998年　總統府行政院辦公廳陳列
- 1999年　總統府兔年特展、全國美展、美國紐文、法國巴文等參展。
- 2000年　大甲鎮瀾宮鎮瀾文化大樓啟用首展
- 2001年　新莊文昌祠錫藝特展。
- 2002年　全國美展邀請展參展、高雄市立歷史博物館「從傳統到創新，陳萬能錫藝邀請展」
- 2004年　磺溪美展參展、彰化縣文化局猴年特展參展、台北國際藝術博覽會參展、國立台灣工藝研究所「工藝阿 GO GO」參展、國立台灣博物館於捷克、德國等國家博物館舉辦之「千面福爾摩沙特展」參展。
- 2005年　彰化縣文化局2005年半線藝術季「藝畫人生」聯展參展。
- 2006年　國立工藝研究所、新光三越百貨台南新天地「犬心犬藝」聯展。國立工藝研究所台北華山文化創意園區「新生活工藝大展」參展、彰化藝術館「錫藝風華」＿陳萬能父子邀請展、國立傳統藝術中心、總統府前廣場「傳藝迎春」示範展示。
- 2007年　國立傳藝中心金工大展-錫藝特展。
- 2008年　彰化磺溪獎受邀參展。
- 2009年    旅日棒球國手王貞治典藏作品「牡丹鳳」。
- 2010年    朝陽鹿港協會魯班公宴委託製作典藏龍燭、餞盒、禮瓶爵…等十二件。

## 軼事
- 2009年，陳萬能於接受《鹿港時報》採訪時表示「過去即使獲得薪傳獎，也都是要靠自己自生自滅。」[13][14]